# Enuliophis sclateri
Enuliophis sclateri — вид змій родини полозових (Colubridae). Мешкає в Центральній Америці і Колумбії. Вид названий на честь британського зоолога Філіпа Склейтера. Це єдиний представник монотипового роду Enuliophis.

## Поширення і екологія
Enuliophis sclateri мешкає в Гондурасі, Нікарагуа, Коста-Риці, Панамі і Колумбії. Вони живуть у вологих рівнинних тропічних лісах на рівнинах, подекуди в передгір'ях, на висоті до 1235 м над рівнем моря. Живляться невеликими яйцями плазунів. Відкладають яйця.